# Эксперименты Кауфмана — Бухерера — Ноймана

Рисунок 1. Измерение Вальтером Кауфманом отношения заряда электрона к его массе для различных скоростей электрона. Источник радия на дне вакуумной камеры испускал бета-частицы различной энергии. Параллельные поля E и B в сочетании с апертурой-обскурой позволяли только определённым комбинациям направления и скорости электронов попадать на фотопластинку сверху. (а) Этот вид устройства спереди иллюстрирует равномерное ускорение, придаваемое заряженными пластинами конденсатора бета-частицам. (б) Этот вид сбоку устройства иллюстрирует круговое движение бета — частиц поперёк поля B. (с) Фотопластинка зафиксировала изогнутую полосу, которая была проанализирована для определения отношения e/m при изменении v в соответствии с различными теоретическими предположениями.

Эксперименты Кауфмана — Бухерера — Ноймана измеряли зависимость инерционной массы (или импульса) объекта от его скорости. Историческая важность этой серии экспериментов, проведённых различными физиками между 1901 и 1915 годами, связана с тем, что результаты использовались для проверки предсказаний специальной теории относительности. Развитие точности и анализа данных этих экспериментов и последующее влияние на теоретическую физику в те годы до сих пор являются предметом активных исторических дискуссий, поскольку ранние экспериментальные результаты сначала противоречили только что опубликованной теории Эйнштейна, но более поздние версии этого эксперимента подтвердил её. О современных экспериментах такого рода см. Тесты релятивистской энергии и импульса, для общей информации см. Экспериментальная проверка специальной теории относительности.

## Исторический контекст
В 1896 году Анри Беккерель открыл радиоактивный распад ряда химических элементов. Впоследствии было обнаружено, что бета-излучение этих элементов состоит из отрицательно заряженных частиц. Позднее эти частицы были отождествлены с электроном, открытым в экспериментах с катодными лучами Дж. Дж. Томсоном в 1897 г.
Интерес был связан с теоретическим предсказанием электромагнитной массы Дж. Дж. Томсоном в 1881 г., который показал, что электромагнитная энергия даёт вклад в массу движущегося заряженного тела. Томсон (1893 г.) и Джордж Фредерик Чарльз Серл (1897 г.) также вычислили, что эта масса зависит от скорости и что она становится бесконечно большой, когда тело движется со скоростью света относительно светоносного эфира. Также Хендрик Лоренц (1899, 1900) предполагал такую зависимость от скорости как следствие своей теории электронов. В это время электромагнитная масса была разделена на «поперечную» и «продольную» массу и иногда обозначалась как «кажущаяся масса», а инвариантная ньютоновская масса обозначалась как «реальная масса». С другой стороны, немецкий теоретик Макс Абрахам был убежден, что вся масса в конечном итоге окажется электромагнитного происхождения и что ньютоновская механика будет включена в законы электродинамики.
Понятие (поперечной) электромагнитной массы {\displaystyle m_{T}}, основанное на конкретных моделях электрона, позднее превратилось в чисто кинематическое понятие релятивистской массы, касающееся всех форм энергии, а не только электромагнитной энергии. Однако в настоящее время понятие релятивистской массы, хотя оно все ещё часто упоминается в популярных работах по теории относительности, в настоящее время редко используется среди профессиональных работающих физиков и было заменено выражениями для релятивистской энергии и импульса, которые также предсказывают, что скорость света не может быть достигнута массивными телами. Это связано с тем, что эти физические величины включают фактор Лоренца:
{\displaystyle {\frac {m_{T}}{m}}={\frac {p}{mv}}={\frac {E}{mc^{2}}}={\frac {1}{\sqrt {1-{\frac {v^{2}}{c^{2}}}}}}}
Таким образом, эксперименты Кауфмана — Бухерера — Ноймана можно рассматривать как ранние проверки релятивистского выражения для энергии и импульса. (Для дальнейшего исторического описания экспериментов по-прежнему используются понятия «поперечная» или «релятивистская масса»).

## Эксперименты Кауфмана

### Первые эксперименты

Фигура 2. Измерения Кауфмана 1901 г. (исправленные в 1902 г.) показали, что отношение заряда к массе электрона уменьшается при увеличении скорости, и, таким образом, импульс (или масса) электрона увеличивается со скоростью. Обратите внимание, что emu/gm, когда электрон покоится.

Вальтер Кауфманн начал экспериментировать с бета-лучами, используя устройство, похожее на электронно-лучевую трубку, где источником электронов были атомы радия, помещённого в вакуумную камеру. (См. рис. 1) Излучение, испускаемое радием, в то время назывались лучами Беккереля. В отличие от известных тогда катодных лучей, которые достигали скорость лишь до 0,3 с, где с — скорость света, лучи Беккереля достигали скорости до 0,9 с. Однако, поскольку бета-частицы имеют разные скорости, излучение было неоднородным. Поэтому Кауфманн прикладывал электрические и магнитные поля, выровненные параллельно друг другу, так что вызванные ими отклонения были перпендикулярны друг другу. Их засветка фотопластинки создавала кривую отклонения, отдельные точки которой соответствовали определённой скорости и определённой массе электронов. Изменяя заряд конденсатора, инвертируя тем самым электрическое поле, можно было получить две симметричные кривые, центральная линия которых определяла направление отклонения траектории в магнитном поле.
Кауфман опубликовал первый анализ своих данных в 1901 году, — он действительно смог измерить уменьшение отношения заряда к массе, тем самым продемонстрировав, что масса или импульс увеличиваются со скоростью. Используя формулу Серла (1897 г.) для увеличения электромагнитной энергии заряженных тел со скоростью, он вычислил увеличение электромагнитной массы электрона в зависимости от скорости:
{\displaystyle \phi (\beta )={\frac {3}{4\beta ^{2}}}\left[{\frac {1}{\beta }}\lg {\frac {1-\beta }{1+\beta }}+{\frac {2}{1-\beta ^{2}}}\right],\;\beta ={\frac {v}{c}}} ,
Кауфман заметил, что наблюдаемое увеличение нельзя объяснить этой формулой, поэтому он разделил измеренную общую массу на механическую (истинную) массу и электромагнитную (кажущуюся) массу, причем механическая масса была значительно больше электромагнитной. Однако он допустил две ошибки: как показал Макс Абрахам, Кауфман упустил из виду, что формула Серла применима только в продольном направлении, но для измерения отклонения была важна формула для поперечного направления. Поэтому Абрахам ввёл «поперечную электромагнитную массу» со следующей зависимостью от скорости:
{\displaystyle \phi (\beta )={\frac {3}{4\beta ^{2}}}\left({\frac {1+\beta ^{2}}{2\beta }}\lg {\frac {1+\beta }{1-\beta }}-1\right),}
Кауфман также допустил расчётную ошибку при выводе кривых прогиба. Эти ошибки были исправлены им в работе 1902 года.
В 1902 и 1903 годах Кауфманн провёл ещё одну серию испытаний с обновленными и улучшенными экспериментальными методами. Результаты были интерпретированы им как подтверждение теории Абрахама и предположения, что масса электрона имеет полностью электромагнитное происхождение.
Герман Штарке провёл аналогичные измерения в 1903 году, хотя он использовал катодные лучи, ограниченные 0,3c. Полученные им результаты были интерпретированы им как согласующиеся с результатами Кауфмана.

### Конкурирующие теории

Рисунок 3. Прогнозы зависимости поперечной электромагнитной массы от скорости по теориям Абрахама, Лоренца и Бухерера.

В 1902 году Макс Абрахам опубликовал теорию, основанную на предположении, что электрон представляет собой твёрдую идеальную сферу, заряд которой равномерно распределён по её поверхности. Как объяснялось выше, он ввёл так называемую «поперечную электромагнитную массу» помимо «продольной электромагнитной массы» и утверждал, что вся масса электрона имеет электромагнитное происхождение.
Между тем Лоренц (1899, 1904) расширил свою теорию электронов, предполагая, что заряд электрона распределён по всему его объёму, и что в опыте Кауфмана его форма будет сжиматься в направлении движения и оставаться неизменной в поперечных направлениях. К удивлению Кауфмана, Лоренц смог показать, что его модель также согласуется с его экспериментальными данными. Эта модель была дополнительно разработана и усовершенствована Анри Пуанкаре (1905 г.), так что теперь теория Лоренца согласовывалась с принципом относительности.
Аналогичная теория была развита Альфредом Бухерером и Паулем Ланжевеном в 1904 г. с той разницей, что общий объём, занимаемый деформированным электроном, считался неизменным. Оказалось, что предсказание этой теории ближе к теории Абрахама, чем к теории Лоренца.
Наконец, специальная теория относительности Альберта Эйнштейна (1905 г.) предсказала изменение массы точечного электрона за счёт свойств преобразования между системой покоя частицы и лабораторной системой, в которой проводились измерения. Математически этот расчёт предсказывает ту же зависимость между скоростью и массой, что и теория Лоренца, хотя и предполагает совсем другие физические концепции.
Что касается увеличения поперечной электромагнитной массы, предсказания различных теорий описываются следующими выражениями (рис. 3):
{\displaystyle {\begin{aligned}&{\text{Abraham}}&\phi (\beta )&={\frac {3}{4\beta ^{2}}}\left({\frac {1+\beta ^{2}}{2\beta }}\lg {\frac {1+\beta }{1-\beta }}-1\right)\\&{\text{Lorentz--Einstein}}&\phi (\beta )&=(1-\beta ^{2})^{-1/2}\\&{\text{Bucherer--Langevin}}&\phi (\beta )&=(1-\beta ^{2})^{-1/3}\end{aligned}}}

### Эксперименты 1905 года
Чтобы сделать выбор между этими теориями, Кауфманн снова провёл свои эксперименты с большей точностью. Кауфман считал, что он окончательно опроверг формулу Лоренца — Эйнштейна и, следовательно, также опроверг принцип относительности. По его мнению, единственными оставшимися вариантами были теории Абрахама и Бухерера. Лоренц был озадачен и написал, что он «на исходе своей латыни».
Однако эксперимент Кауфмана подвергся критики. Вскоре после того, как Кауфманн опубликовал свои результаты и выводы своего анализа, Макс Планк решил повторно проанализировать данные, полученные в ходе эксперимента. В 1906 и 1907 годах Планк опубликовал собственное заключение о поведении инерционной массы электронов с большими скоростями. Используя всего девять точек данных из публикации Кауфмана в 1905 году, он пересчитал точную настройку полей для каждой точки и сравнил измерения с предсказаниями двух конкурирующих теорий. Он показал, что результаты Кауфмана не являются полностью решающими и могут привести к сверхсветовым скоростям. Эйнштейн заметил в 1907 году, что, хотя результаты Кауфмана лучше согласуются с теориями Абрахама и Бухерера, чем с его собственными, основания других теорий неправдоподобны и, следовательно, имеют лишь небольшую вероятность быть правильными.

## Последующие эксперименты

### Бухерер

Рисунок 4. Вид сверху. Экспериментальная установка Бухерера.
Рис. 5. Сечение по оси круглого конденсатора под углом α к магнитному полю H.

Основной проблемой экспериментов Кауфмана было использование им параллельных магнитных и электрических полей, на что указывал Адольф Бестельмейер (1907). Используя метод, основанный на перпендикулярных магнитных и электрических полях (введённый Дж. Дж. Томсоном и развитый до фильтра скоростей Вильгельмом Вином), Бестельмейер получил значительно отличающиеся значения отношения заряда к массе для катодных лучей вплоть до 0,3с. Однако Бестельмейер добавил, что его эксперимент не был достаточно точным, чтобы с определённостью выбрать правильную теорию.
Поэтому Альфред Бухерер в 1908 году провёл точное измерение, используя фильтр скоростей, аналогичный фильтру Бестельмейера. См. рис. 4 & 5. Бета-источник радия помещался в центр круглого конденсатора, состоящего из двух пластин из посеребрённого стекла, расположенных на расстоянии 0,25 мм друг от друга при наппряжении 500 вольт в однородном магнитном поле напряженностью 140 Гаусс. Радий излучал бета-лучи во всех направлениях, но в любом конкретном направлении α только те бета-лучи выходили из фильтра скоростей, скорость которых была такова, что электрическое и магнитное поля точно компенсировали друг друга. После выхода из конденсора лучи отклонялись магнитным полем и экспонировали фотопластинку, установленную параллельно краю конденсора и перпендикулярно неотклонённым лучам.

Рисунок 6. Данные Бухерера в пяти экспериментах.

Рисунок 7. Данные Вольца в 13 экспериментах.

Для своего окончательного анализа Бухерер пересчитал измеренные значения пяти прогонов по формулам Лоренца и Абрахама соответственно, чтобы получить отношение заряда к массе, как если бы электроны находились в состоянии покоя. Поскольку для покоящихся электронов это отношение не меняется, точки данных должны располагаться на одной горизонтальной линии (см. 6). Однако это было примерно только в том случае, когда данные рассчитывались по формуле Лоренца, а результаты по формуле Абрагама резко отклонялись (красная и синяя линии — среднее значение по обеим формулам). Согласие с формулой Лоренца — Эйнштейна было истолковано Бухерером как подтверждение принципа относительности и теории Лоренца — Эйнштейна — результат, который сразу же приветствовали Лоренц, Эйнштейн и Герман Минковский.
Кроме того, установка Бухерера была усовершенствован в 1909 году его учеником Куртом Вольцем, который также получил согласие с формулой Лоренца — Эйнштейна (хотя и не сравнил формулу Абрахама со своими данными, рис. 7).
Несмотря на то, что многие физики приняли результат Бухерера, всё же оставались некоторые сомнения. Например, Бестельмейер опубликовал статью, в которой поставил под сомнение правильность результата Бухерера. Он утверждал, что один эксперимент сам по себе не может установить правильность важного физического закона, что результат Бухерера может быть значительно искажен некомпенсированными лучами, достигающими фотопластинки, и что необходимы обширные протоколы данных и анализ ошибок. За полемическим спором между этими двумя учёными последовал ряд публикаций, в которых Бестельмейер утверждал, что на эксперименты Вольца влияют те же проблемы.

### Гупка
В отличие от Кауфмана и Бухерера, Карл Эрих Хупка (1909) использовал для своих измерений катодные лучи со скоростью 0,5c. Излучение (генерируемое на медном катоде) сильно ускорялось полем между катодом и анодом в высоковакуумной разрядной трубке. Анод, служащий диафрагмой, проходил луч с постоянной скоростью и рисовал теневое изображение двух проволочек Волластона на фосфоресцентном экране за второй диафрагмой. Если за этой диафрагмой генерировался ток, то луч отклонялся и теневое изображение смещалось. Результаты совпали с теорией Лоренца — Эйнштейна, хотя Хупка заметил, что этот эксперимент не даёт окончательного ответа. Впоследствии В. Хайль опубликовал несколько статей, посвящённых критике и интерпретации результата, на которые ответил Хупка.

### Нойман и Гюи/Лаванши

Рисунок 8. Оценка Нойманом 26 точек данных для каждой теории.

В 1914 году Гюнтер Нойман провёл новые измерения с использованием оборудования Бухерера, в частности, внеся некоторые улучшения в ответ на критику Бестельмейера, особенно вопрос о нескомпенсированных лучах, и внёс значительные улучшения в протоколы данных. Метод расчёта был таким же, как у Бухерера (см. рис. 6). Также и в этом эксперименте данные, соответствующие формуле Лоренца, находятся почти на одной горизонтальной линии, как и требовалось, а данные, полученные по формуле Абрагама, резко отклоняются (см. рис. 8). Нейман пришёл к выводу, что его эксперименты согласуются с экспериментами Бухерера и Хупки, определённо доказав формулу Лоренца — Эйнштейна в диапазоне 0,4-0,7с, и опроверг формулу Абрахама. Инструментальные погрешности имели место в диапазоне 0,7-0,8с, поэтому отклонение от формулы Лоренца-Эйнштейна в этом диапазоне не считалось значимым.

Рисунок 9. Оценка Гюи и Лаванши 25 точек данных для каждой теории.

В 1915 году Шарль Гюи и Шарль Лаванши измерили отклонение катодных лучей при скоростях 0,25-0,5 с. Они использовали трубку с катодом и анодом для ускорения лучей. Диафрагма на аноде создавала пучок, который отклонялся. В конце аппарата помещался экран, по которому попадания частиц фотографировались камерой. Впоследствии они вычислили отношение поперечной электромагнитной массы mT к массе покоя m0, обозначенное красной и синей кривыми, и получили хорошее согласие с формулой Лоренца — Эйнштейна (см. рис. 9), дополняющей результат Ноймана.
Многие считали, что эксперименты Ноймана и Гюи/Лаванши окончательно доказывают формулу Лоренца — Эйнштейна. Лоренц резюмировал эти усилия в 1915 году:
Более поздние эксперименты [..] подтвердили формулу [..] для поперечной электромагнитной массы, так что, по всей вероятности, единственное возражение, которое можно было выдвинуть против гипотезы деформируемого электрона и принципа относительности, теперь снято.

## Дальнейшее развитие

Рисунок 10. Роджерс и др. электростатический спектрограф

Zahn & Spees (1938) и Faragó & Лайош Яноши (1954) утверждали, что многие предположения, использованные в этих ранних экспериментах относительно природы и свойств электронов и экспериментальной установки, были неверными или неточными. Как и в случае с экспериментами Кауфмана, эксперименты Бухерера — Ноймана показали бы только качественное увеличение массы и не могли сделать выбор между конкурирующими теориями.
В то время как результаты этих экспериментов по отклонению электронов долгое время оспаривались, исследования тонкой структуры водородных линий Карлом Глитчером (на основе работ Арнольда Зоммерфельда) уже в 1917 г. дали чёткое подтверждение формулы Лоренца — Эйнштейна, потому что релятивистские выражения для импульса и энергии были необходимы для вывода тонкой структуры, и представляли собой опровержение теории Абрахама.

Рисунок 11. Три точки данных Роджерса и др ., В соответствии с формулой Лоренца — Эйнштейна.

Кроме того, первые эксперименты по отклонению электронов с достаточной точностью были проведены Роджерсом и др. (1940), разработавший усовершенствованную установку. Ряд распада радия даёт спектр бета-частиц с широким диапазоном энергий. В более ранних измерениях Кауфмана, Бухерера и других использовались плоские конденсаторы с параллельными пластинами, которые не обеспечивали фокусировки бета-частиц. Роджерс и др. (Рис. 10) вместо этого построил электростатический спектрограф, способный разрешать максимумы энергии отдельных линий бета-частиц из ряда распада радия. Электростатический спектрограф был сконструирован из сегментов двух цилиндров и заключён в вакуумную железную камеру. Бета-лучи испускаются тонкой платиновой проволокой, покрытой активным напылением радия. Рассеянные лучи падали на щель перед счётчиком Гейгера. Данные этого эксперимента были объединены с предыдущими измерениями Hρ с помощью магнитного спектрометра, чтобы получить отношение заряда к массе, которое впоследствии было сопоставлено с предсказаниями Лоренца и Абрахама для отношения поперечной массы и массы покоя. Все точки располагались на кривой, представляющей формулу Лоренца — Эйнштейна, с точностью до 1 % (см. рис. 11). Этот эксперимент считается достаточно точным, чтобы различать теории.

## Современные тесты
С тех пор было проведено множество дополнительных экспериментов, касающихся релятивистского соотношения энергии и импульса, включая измерения отклонения электронов, и все они подтвердили специальную теорию относительности с высокой точностью. Также в современных ускорителях частиц регулярно подтверждаются предсказания специальной теории относительности.

### Первичные источники
1. ↑  Thomson, J. J. (1881), On the Electric and Magnetic Effects produced by the Motion of Electrified Bodies, Philosophical Magazine, 5, 11 (68): 229–249, doi:10.1080/14786448108627008
2. ↑  Searle, G.F.C (1897), On the Steady Motion of an Electrified Ellipsoid, Philosophical Magazine, 5, 44 (269): 329–341, doi:10.1080/14786449708621072
3. ↑  Lorentz, H.A. (1900), Über die scheinbare Masse der Ionen (On the Apparent Mass of the Ions), Physikalische Zeitschrift, 2 (5): 78–80
4. ↑  Kaufmann, W. (1901), Die magnetische und elektrische Ablenkbarkeit der Bequerelstrahlen und die scheinbare Masse der Elektronen, Göttinger Nachrichten (2): 143–168
5. ↑  Kaufmann, W. (1902), Über die elektromagnetische Masse des Elektrons, Göttinger Nachrichten (5): 291–296, Архивировано 11 ноября 2014, Дата обращения: 22 января 2022
6. ↑  Kaufmann, W. (1902), Die elektromagnetische Masse des Elektrons (The Electromagnetic Mass of the Electron), Physikalische Zeitschrift, 4 (1b): 54–56
7. ↑  Kaufmann, W. (1903), Internet Archive, Göttinger Nachrichten (3): 90–103 {{citation}}: Внешняя ссылка в |title= (справка)
8. ↑  Starke, H. (1903). Über die elektrische und magnetische Ablenkung schneller Kathodenstrahlen. Verhandlungen der Deutschen Physikalischen Gesellschaft (13): 241–250.
9. ↑  Abraham, M. (1902). Dynamik des Electrons. Göttinger Nachrichten: 20–41.
10. ↑  Abraham, M. (1902). Prinzipien der Dynamik des Elektrons (Principles of the Dynamics of the Electron (1902)). Physikalische Zeitschrift. 4 (1b): 57–62.
11. ↑  Abraham, M. (1903). Prinzipien der Dynamik des Elektrons. Annalen der Physik. 10 (1): 105–179. Bibcode:1902AnP...315..105A. doi:10.1002/andp.19023150105.
12. ↑  Lorentz, Hendrik Antoon (1904), Electromagnetic phenomena in a system moving with any velocity smaller than that of light, Proceedings of the Royal Netherlands Academy of Arts and Sciences, 6: 809–831
13. ↑  Poincaré, Henri (1906), Sur la dynamique de l'électron (On the Dynamics of the Electron), Rendiconti del Circolo Matematico di Palermo, 21: 129–176
14. ↑  A.H. Bucherer, Mathematische Einführung in die Elektronentheorie, Teubner, Leipzig 1904, p. 57
15. ↑  Einstein, Albert (1905), Zur Elektrodynamik bewegter Körper, Annalen der Physik (10): 891–921. See also: English translation Архивная копия от 25 ноября 2005 на Wayback Machine.
16. ↑  Kaufmann, W. (1905), Über die Konstitution des Elektrons (On the Constitution of the Electron), Sitzungsberichte der Königlich Preussischen Akademie der Wissenschaften (45): 949–956
17. ↑  Kaufmann, W. (1906), Über die Konstitution des Elektrons (On the Constitution of the Electron), Annalen der Physik (3): 487–553
18. ↑  Planck M (1907). Nachtrag zu der Besprechung der Kaufmannschen Ablenkungsmessungen. Verhandlungen der Deutschen Physikalischen Gesellschaft. 9.
19. ↑  Bestelmeyer, A. (1907). Spezifische Ladung und Geschwindigkeit der durch Röntgenstrahlen erzeugten Kathodenstrahlen. Annalen der Physik. 327 (3): 429–447. Bibcode:1907AnP...327..429B. doi:10.1002/andp.19073270303. Архивировано 22 января 2022. Дата обращения: 22 января 2022.
20. ↑  Bucherer, A. H. (1909). Die experimentelle Bestätigung des Relativitätsprinzips. Annalen der Physik. 333 (3): 513–536. Bibcode:1909AnP...333..513B. doi:10.1002/andp.19093330305. Архивировано 22 января 2022. Дата обращения: 22 января 2022.
21. ↑  Wolz, Kurt (1909). Die Bestimmung von e/m0. Annalen der Physik. 335 (12): 273–288. Bibcode:1909AnP...335..273W. doi:10.1002/andp.19093351206. Архивировано 22 января 2022. Дата обращения: 22 января 2022.
22. ↑  Bestelmeyer, A. H. (1909). Bemerkungen zu der Abhandlung Hrn. A. H. Bucherers: Die experimentelle Bestätigung des Relativitätsprinzips. Annalen der Physik. 335 (11): 166–174. Bibcode:1909AnP...335..166B. doi:10.1002/andp.19093351105. Архивировано 22 января 2022. Дата обращения: 22 января 2022.
23. ↑  Bucherer, A. H. (1909). Antwort auf die Kritik des Hrn. E. Bestelmeyer bezüglich meiner experimentellen Bestätigung des Relativitätsprinzips. Annalen der Physik. 335 (11): 974–986. Bibcode:1909AnP...335..974B. doi:10.1002/andp.19093351506. Архивировано 22 января 2022. Дата обращения: 22 января 2022.
24. ↑  Bestelmeyer, A. H. (1910). Erwiderung auf die Antwort des Hrn. A. H. Bucherer. Annalen der Physik. 337 (6): 231–235. Bibcode:1910AnP...337..231B. doi:10.1002/andp.19103370609. Архивировано 22 января 2022. Дата обращения: 22 января 2022.
25. ↑  Bucherer, A. H. (1910). Erwiderung auf die Bemerkungen des Hrn. A. Bestelmeyer. Annalen der Physik. 338 (14): 853–856. Bibcode:1910AnP...338..853B. doi:10.1002/andp.19103381414. Архивировано 22 января 2022. Дата обращения: 22 января 2022.
26. ↑  Hupka, E. (1910). Beitrag zur Kenntnis der trägen Masse bewegter Elektronen. Annalen der Physik. 336 (1): 169–204. Bibcode:1909AnP...336..169H. doi:10.1002/andp.19093360109. Архивировано 22 января 2022. Дата обращения: 22 января 2022.
27. ↑  Heil, W. (1910). Diskussion der Versuche über die träge Masse bewegter Elektronen. Annalen der Physik. 336 (3): 519–546. Bibcode:1910AnP...336..519H. doi:10.1002/andp.19103360305. Архивировано 22 января 2022. Дата обращения: 22 января 2022.
28. ↑  Hupka, E. (1910). Zur Frage der trägen Masse bewegter Elektronen. Annalen der Physik. 338 (12): 400–402. Bibcode:1910AnP...336..519H. doi:10.1002/andp.19103360305. Архивировано 22 января 2022. Дата обращения: 22 января 2022.
29. ↑  Heil, W. (1910). Zur Diskussion der Hupkaschen Versuche über die träge Masse bewegter Elektronen. Annalen der Physik. 338 (12): 403–413. Bibcode:1910AnP...338..403H. doi:10.1002/andp.19103381210. Архивировано 22 января 2022. Дата обращения: 22 января 2022.
30. ↑  Neumann, Günther (1914). Die träge Masse schnell bewegter Elektronen. Annalen der Physik. 350 (20): 529–579. Bibcode:1914AnP...350..529N. doi:10.1002/andp.19143502005.
31. ↑  C.E. Guye (1915). Vérification expérimentale de la formule de Lorentz–Einstein par les rayons cathodiques de grande vitesse. Comptes Rendus Acad. Sci. 161: 52–55. Архивировано 22 января 2022. Дата обращения: 22 января 2022.
32. ↑  C.E. Guye (1915). Vérification expérimentale de la formule de Lorentz–Einstein par les rayons cathodiques de grande vitesse. Archives des sciences physiques et naturelles. 42: 286ff.
33. ↑  Zahn, C. T.; Spees, A. A. (1938), A Critical Analysis of the Classical Experiments on the Variation of Electron Mass, Physical Review, 53 (7): 511–521, doi:10.1103/PhysRev.53.511
34. ↑  P. S. Faragó; L. Jánossy (1957), Review of the experimental evidence for the law of variation of the electron mass with velocity, Il Nuovo Cimento, 5 (6): 379–383, doi:10.1007/BF02856033
35. ↑  Glitscher, Karl (1917). Spektroskopischer Vergleich zwischen den Theorien des starren und des deformierbaren Elektrons. Annalen der Physik. 357 (6): 608–630. Bibcode:1917AnP...357..608G. doi:10.1002/andp.19173570603. Архивировано 4 января 2022. Дата обращения: 22 января 2022.
36. ↑  Rogers, M. M. (1940), A Determination of the Masses and Velocities of Three Radium B Beta-Particles, Physical Review, 57 (5): 379–383, doi:10.1103/PhysRev.57.379

### Вторичные источники
1. ↑  Miller (1981), pp. 45-47
2. ↑  Pais (1982), pp. 155—159
3. ↑  Miller (1981), pp. 55-67
4. ↑  Miller (1981), pp. 47-54
5. ↑  Staley (2009), pp. 223—233
6. ↑  Miller (1981), pp. 55-67
7. ↑  Staley (2008), pp. 229—233
8. ↑  Miller (1981), pp. 55-67
9. ↑  Janssen (2007), section 4
10. ↑  Janssen (2007), section 4
11. ↑  Staley (2008), pp. 241—242
12. ↑  Miller (1981), pp. 228—232
13. ↑  Staley (2008), pp. 242—244
14. ↑  Miller (1981), pp. 232—235
15. ↑  Staley (2008), pp. 244—250
16. ↑  Miller (1981), pp. 345—350
17. ↑  Staley (2008), pp. 250—254
18. ↑  Miller (1981), pp. 345—350
19. ↑  Staley (2008), pp. 250—254
20. ↑  Pauli (1921), p. 636
21. ↑  Miller (1981), pp. 350—351
22. ↑  Staley (2008), pp. 254—257
23. ↑  Lorentz (1915), p. 339
24. ↑  Miller (1981), pp. 351—352
25. ↑  Janssen (2007), section 7
26. ↑  Pauli (1921), pp. 636—637
27. ↑  Janssen (2007), section 7